# みうらじゅん
みうら じゅん （本名：三浦 純、1958年2月1日 - ）は、日本の漫画家、イラストレーター。
血液型：AB型、ニックネームはMJ、じゅんちゃん、みうらさん。妻はシンガーソングライターのbird。京都府京都市出身。東山高等学校、武蔵野美術大学造形学部視覚伝達デザイン学科卒業。エッセイスト、小説家、ミュージシャン、評論家、ラジオDJ、編集長、ライター、解説者など幅広い分野で活動しており、公表している職業は「イラストレーターなど」。
亡き祖父は『拓本による京の句碑』を出版した饗庭蘆穂（あいば あしほ）
。

## 来歴
高校時代から絵描きを目指し、2浪後に武蔵野美術大学に入学。在学中から友人が糸井重里の事務所に勤めていたため、特に何をするでもなく入り浸り、糸井が「タダでイラストを仕上げる奴がいる」と紹介し、カットの仕事をもらっていた。1980年に『ガロ』誌上でデビュー。『ガロ』に持込をしたのは、他に掲載させてくれる雑誌はないと周囲に言われ判断したためだが、それでも当時編集長の渡辺和博の判断で何度もボツになった。デビュー作の「うしの日」も、一旦はボツになったが、その後、渡辺と親交の深かった糸井の「載せてあげれば?」の一言で掲載された。初期の頃の画風は現在とは全く違い、デビュー前は和田誠を真似た絵だったので、ガロに持ち込みに行った時には渡辺和博に「和田誠って名前変えれば？」と言われた。それからひさうちみちおの絵を真似たり試行錯誤したことから、デビュー時は「ヘタクソなひさうちみちお」のような絵であった。ガロとの出会いは、小学生の頃に熱を出して学校を休んだ際、父親が貸本屋から希望してた『COM』と間違えて『ガロ』を借りてきてしまい、つげ義春の『ゲンセンカン主人』の温泉シーンで始まった（抜いた）と後年語っている。1982年に講談社の発行する『週刊ヤングマガジン』のちばてつや賞で佳作を受賞する。以後、『ビックリハウス』や『宝島』などの各雑誌で、関西ネタや怪獣ネタのエッセイやイラストを執筆。同年代後半からテレビ・ラジオでの出演も増え、多彩な活動を見せ始め、1989年には『いかすバンド天国』に喜国雅彦（漫画家）、滝本淳助（写真家）らと「大島渚」という名のバンドを結成して出演し、『カリフォルニアの青いバカ』というオリジナル楽曲を披露した。
1994年にはハリウッド俳優のチャールズ・ブロンソンの男気に憧れるあまり、映画俳優の田口トモロヲとユニット「ブロンソンズ」を結成。1996年にはいとうせいこうと「The Rock'n Roll Sliders」を結成し、みうらが撮影した写真にいとうが突っ込みを入れるという「ザ・スライドショー」が初めて開催され、以後何度も開催される人気公演となる。1997年に自由国民社の『現代用語の基礎知識』による新語・流行語大賞のトップテンに「マイブーム」（後述）が選出され表彰される。
2003年、自伝的コミック『アイデン&ティティ』が、田口トモロヲの初監督作品として映画化され再び脚光を浴びる。『シベリア超特急』が縁で交流のある水野晴郎が世話人を務める日本映画批評家大賞では2004年度に功労賞を受賞。「勝手に観光協会」などのコラムの他、エッセイ、小説など文章の世界でも活躍中である。
歌手birdとの不倫（後にみうらの子を出産）が発覚し、前夫人と2007年春に離婚。birdとは2006年末から「パートナー」という形で共同生活をしていたが、第2子の妊娠をきっかけに2009年に入籍。2008年には興福寺創建1300年記念『国宝 阿修羅展』（2009年に東京・福岡で開催）にともない発足する『阿修羅ファンクラブ』の会長となる。「阿修羅ファンクラブ」の公式ソング「愛の偶像（ラブ・アイドル）」（作曲：高見沢俊彦、作詞：みうらじゅん）は、高見沢のアルバム『Kaleidoscope』に収録。
2018年10月に仏教伝道文化賞沼田奨励賞、2021年に著書『「ない仕事」の作り方』が本屋大賞発掘部門「超発掘本！」を受賞した。

## 人物

### 仏教マニアとして
- 長きにわたる仏像マニアとして知られ、いとうせいこうと各地の仏像を見て回る『見仏記』は、書籍やDVDでシリーズ化されている。最近では、その流れから仏教に通ずる人生観を語ることもある。
- 『般若心経』に使用される278の漢字を市街地の看板などで使用されている文字から収集（各文字を写真撮影することによる『写経』）した「アウトドア般若心経」を完成させ、2006年秋の「タモリ倶楽部」で発表した。
- いずれは出家する計画もある。さきの番組内では、インドア派であるみうらが撮影のためには外出が必要であり、「アウトドア」行動をとることが自らへの修行と位置づけられるため、家から出ることそのものを『出家』と表現していた。
- 1992年、日本テレビで放送された番組にて「大日本仏像連合」というバンドを結成し、不空羂索観音のコスプレをしながら自身が作詞した楽曲である『君は千手観音』を歌唱した。

### 音楽性
- 高校1年生になって、いくら仏像を熱く語ってもモテないということに気づき、モテてるのは誰だろう、と考えて吉田拓郎を知る[9][10][11]。吉田拓郎の初エッセイ集『気ままな絵日記』を読み「吉田拓郎になろう」と決めた[9][10][12]。400曲くらい歌を作ったが、ほとんど吉田拓郎のマネ[9]。みうらの名前がひらがな表記なのも、吉田拓郎の初期の名義が「よしだたくろう」だったことに由来している[10][13]。50代半ばにしてまだロン毛にしているのも、あの頃の拓郎さんを引きずっているからという[9][12][14]。『気ままな絵日記』はバイブルといい、自身の文体は、どんな文豪より吉田拓郎の影響を受けていると話している[10][15]。
- 吉田拓郎を通してボブ・ディランを知り、「人生の師匠」とまでリスペクトしており、ディラン関係のCDなどは（安売りの千円CDなどまで含めて）コンプリートに近くコレクションしている。「サングラスはボブ・ディラン、ロン毛は吉田拓郎と、考えて見たらボクは自分なんてものはなく、色んなものが合体してできあがっている」と話している[9][11]。
- ロックマニアでもあり、主にボブ・ディランやトム・ジョーンズなどのキャラの濃いアーティストを愛好。また、半自伝的な漫画作品『アイデン&ティティ』シリーズでは、ウディ・アレンの映画『ボギー!俺も男だ』のハンフリー・ボガートのように、ディランが「主人公にだけ見える助言役」として、登場している。
- 長髪（およびサングラス）がトレードマークだが、1980年代半ばの「トレンディ系コラムニスト・ブーム」の際は、その影響で短髪にしていた時代があった。1982年〜1983年頃はテクノカットにしていた。この際、糸井重里の「モッズヘアいいね」という言葉を聞き、どうやらモッズヘアと言えばテクノカットにしてくれると思い込み、高円寺の床屋へ行って「モッズヘアにして下さい」と注文し店内を凍りつかせた伝説がある。だが、「本来の自分とは何か」と考え直し、長髪・サングラスの現在のスタイルに戻した。本人自身「自分が短髪だった『イカ天』が始まる前の1980年代は、すごく嫌いな時代だった」と語る[16]。2011年1月17日放送回のバラエティ番組『クイズ☆タレント名鑑』（TBS）のコーナーで、約20年ぶりにサングラスを外した素顔をテレビ番組で披露した[出典無効]。

### その他サブカル関連
- ファミコンなど8bitCPU家庭用ゲーム機のマニアでもあり、「クソゲー」は自分が生んだ言葉だと自認。
- お笑い評論家としての顔も持ち合わせている。
- エロ写真スクラップ収集家としても知られ、自作のスクラップ本は460冊を超えている。スクラップブック作成にはコクヨの「ラ40」とヤマト糊（L字タイプ）を使用している。みうら曰く「やはりエロは本能だから強い」。
- 高校時代は「犬に似ているから」という理由で、ジョンというあだ名を付けられた。その後、長い間入院し退院して学校へ行ってみると、今度は「死にかけ」というあだ名を付けられた。
- 堀江しのぶのファンであった。「日本の夏は堀江しのぶである」と力説して応援していたが、堀江は1988年にスキルス性胃がんのため23歳の若さで他界。その際にも「ボー然とした、ただ。そして生まれて初めて芸能人の死に対して泣けてきた」との言葉を残している[17]。
- 1979年8月の有楽町日劇で行われたゴジラ大全集（東宝特撮日替わり上映）の際、館外に陳列されていた全長2メートルほどのディスプレイ用ゴジラ2体を酒に酔った勢いで友人らで盗んだことがある[18]。12年後の1991年に、名古屋で宣伝用ゴジラぬいぐるみの盗難事件が起きたのをきっかけに、このエピソード『ゴジラの運搬』を漫画化して犯行を自白し[注釈 2]、自身が所持していた1体を東宝に返却。「名古屋の君も早く返した方がいいよ」とコメントした[20][19]。後に自著『マイブームの狼』でも本件について触れている[18]。

## 主要活動履歴

### マイブーム
マイブーム(my boom)はみうらによる造語である。「my」と「boom」を組み合わせた和製英語で「自分の中だけではやっている物や出来事」といった意味で使用される。みうらのマイブームのルーツは小学生時代にさかのぼる。小学校の社会科見学で奈良・京都の寺院を見学してから仏像に興味を持ちはじめ、寺院で配布されているパンフレットの仏像の写真を切り抜き仏像の感想を添えスクラップしていた。この仏像ブームがみうらの人生初のマイブームとなった。この言葉は「大ブーム」に語感が似ていることから思いついたという。
1994年に『笑っていいとも!』のテレフォンショッキングに出演した際に発言したのを機に、その語感の良さもあって一般に広まっていった。そして1997年に新語・流行語大賞で表彰された。同賞を受賞した言葉は、一般的にマスコミが多用する例はあるもののマスコミ外で流行したとは言い難いものがほとんどであり、その年限りの一過性に終わり死語と化すことも多い。その中で、「マイブーム」はマスコミ外でも広く使われており、受賞後も廃れることなく使用され続け、遂には2008年1月に発売された『広辞苑第六版』にも掲載されている珍しい例といえる。
みうら自身はマイブームを、「自分だけのブームだけで終わらせず他人に広めること」としており、彼が注目した事柄は自身が出演する番組や著作などのかたちで面白おかしく紹介している。またそれらを世間に広める際は、みうらが考案した造語を用いる。またまったく流行らず埋もれてしまった“ナイブーム”もあったとのことである。後述される、カニパンブーム、地獄表ブーム、バックオブエイジーズブーム、シンスブーム、AMAブーム、しびんブーム、男キッスブーム、テープカッターブームはナイブームとしてタモリ倶楽部内で検証された。

#### 主なマイブーム
- 仏像ブーム
- 牛ブーム
- 飛び出し坊やブーム
- エロスクラップ作り
- ムカエマ（ムカツク+絵馬）
  - 読んでいるだけでムカツク＝腹が立ってくる内容の絵馬のこと。みうらが紹介したものの一例：「田中と関わりがあることがないように」「秀さん生きてくれ！！○○生命一同」
- いやげもの（嫌+土産物）
  - 悪趣味な置物やキーホルダー等、もらって困る土産物のこと。
- カスハガ（カス+絵葉書）
  - 絵葉書セットに混じっている、何をアピールしたいのか意図が全く不明であるカスのような絵葉書のこと。有名でもないただの建築物や風景、温泉の写真等が多い。
- とんまつり（とんま+祭り）
  - 学術的に言えば「奇祭」だが、「そんな格好良いものではない」というみうらの考えにより作られた概念。地元では吉例行事だが、傍から観ているととんまに思える祭りのこと。例として新潟県の「つぶろさし」、愛知県の「豊年祭り」、和歌山県の「笑い祭り」、奈良県の「おんだ祭り」、福岡県の「尻振り祭り」（東大野八幡神社）がある。2000年には『とんまつりジャパン』という楽曲を制作した。
- ゆるキャラ（ゆるい+キャラクター）
- らくがお（落書き+顔）
  - 著名人の写真をベースにして、様々な落書きを施す遊び。元々は『小学四年生』でみうらが連載していたものだが、後に『どちら様も!!笑ってヨロシク』でもクイズの題材になるほど広まった。時の総理大臣：宮沢喜一も自身の写真を“らくがお”してもらうことを認めていたという。
- 奥村チヨ再評価
  - 『CHIYO!COQUETTISH BOMB』（1994年・TOCT-8293〜4）の責任編集・選曲を担当。
- 『シベリア超特急』（水野晴郎監督・脚本・主演）
  - 第1作目が制作/公開された当時は本当に一部のマニアにしか知られていない文字通りのカルトムービーだったが、みうらがきっかけの一つとなり広く話題となった。「シベ超」と略したのもみうらが最初である。なお、みうらは『映画秘宝』創刊者の町山智浩とは彼が『宝島』編集者だった時代からの長いつきあいであり、『映画秘宝』が創刊以来、一貫して「バカ映画」についての連載を持っている。町山によると、雑誌『映画秘宝』のキーワードのひとつでもある「バカ映画」は、みうらの命名だという。
- 男キッス
  - 長い付き合いでも手さえ触れたことがない男友達が多い。そんな人達は友情を確認するために男同士でキッスするべきという考え。
- シンスブーム
  - 店のロゴや看板等に添えられている、英語の“since ○○(創業年)”という表示を写真に収め、集めるブーム。ファッションブランドのBOAT HOUSEのSINCEが集めるきっかけとなった。ブームがこうじてSINCE Tシャツを制作したりヒヤシンスを育てたりしているとのこと。今年など新しすぎるものは最シンスという。
- カニパンブーム
  - 蟹のパンフレットを集めるブーム。
- 地獄表ブーム
  - バスの本数が地獄のように少ない時刻表に注目したブーム。
- バック オブ エイジーズ ブーム
  - 文房具店などで売られている英文が印刷されている紙袋を集めるブーム。エイジーズは英字を意味する。
- AMAブーム
  - 海女さんのフィギュアやグッズを集めるブーム。
- しびんブーム
  - 世界中のしびんを集めるブーム。
- テープカッターブーム
  - 通常は招待され参加するテープカットのイベントをみうら自ら参加を希望し、テープカットをするブーム。テープカットをするマイはさみとマイリボンを持参しているとのことである。
- 冷マブーム
  - 冷蔵庫等にマグネットで貼り付ける販促用のマグネットを集めるブーム。このマグネットの呼称が存在しないため、冷マ（冷蔵庫マグネット）と名付けた。

#### マイブーム詳細
「みうらじゅん大図鑑」（宣伝会議）より
- 1965年-1967年（7‐9歳）第1期怪獣ブーム
- 1966年（8歳）第1期カエルブーム
- 1967年‐1973年（9-15歳）漫画家ブーム
- 1968年‐1969年（10‐11. 歳）第一期仏像ブーム
- 1968年（10歳）第一期吉本新喜劇ブーム/第一期渚ゆう子ブーム/第一期奥村チヨブーム
- 1971年-1977(13-19歳）エッセイストブーム/映画評論家ブーム
- 1972年‐1974年（14‐16歳）フォークシンガーブーム
- 1972年（14歳）第一期ブロンソンブーム/イラストレーターブーム/落合恵子・おセンチ・ポエムブーム/ユースホステルブーム
- 1974年（16歳）旅人ブーム/プログレブーム（意味なく瞑想期）
- 1974年‐1979年（16‐21歳）ボブ・ディランブーム
- 1975年‐1979年（17‐21歳）谷ナオミブーム
- 1976年（18歳・一浪当時）エロスクラップブーム（現在まで続行中）
- 1978年（20歳・大学1年）第二期怪獣ブーム/第一期女装ブーム/万引きブーム
- 1979年（21歳・大学2年）ウシブーム/ブルック・シールズ（ロリコン）ブーム
- 1982年（24歳）ハニワブーム/高円寺インドブーム
- 1985年‐1993年（27‐35歳）バカレコ・バカグッズブーム
- 1985年（27歳）ふんころがしブーム/ホウロウ看板ブーム/ガスギターブーム
- 1986年‐1988年（28∼30歳）変読ブーム
- 1986年（28歳）関西仕事ブーム
- 1987年‐1988年（29‐30歳）ピーポくんブーム
- 1987年(29歳)帝銀事件ブーム
- 1988年‐1993年（30‐35歳）桂米朝ブーム
- 1989年（31歳）第二期吉本新喜劇ブーム/イカ天ブーム
- 1989年-1992年（31‐34歳）クソゲーブーム
- 1990年（32歳）第二期カエルブーム/松本清張（マッちゃん）ブーム
- 1990年-1993年（32-35歳）杖ブーム
- 1991年（33歳）第二期女装ブーム/エマニエル（坊やを含む）ブーム/第二期渚ゆう子ブーム/ヤング巨泉ブーム
- 1992年-1993年（34‐35歳）第二期仏像ブーム 1993年（35歳）カスハガブーム/らくがおブーム/第二期奥村チヨブーム/お笑い虎の穴ブーム/バカ本ブーム/仏画ブーム
- 1994年‐1997年（36‐39歳）第二期ブロンソンブーム
- 1995年（37歳）いやげ物ブーム/芭蕉ブーム
- 1996年（38歳）トノ＆コミー(殿山泰司＆田中小実昌）ブーム/エンケン（遠藤賢司）ブーム/ジョージ・ハリスンブーム/ロブスターブーム
- 1997年‐2000年（39‐42歳）大木こだま・ひびきブーム/とんまつりブーム
- 1997年（39歳）角兵衛獅子ブーム
- 1998年-1999年（40-41歳）崖っぷちブーム
- 1998年（40歳）IZUMIN（泉麻人）ブーム
- 1999年‐2000年（41‐42歳）青春ノイローゼブーム/ムカエマ（むかつく絵馬）ブーム
- 1999年（41歳）ミイラブーム
- 2000年（42歳）和フィギュアブーム/湾ブーム
- 2001年（43歳）親孝行ブーム
- 2002年（44歳）ゆるキャラブーム
- 2003年（45歳）金魚ブーム
- 2010年（52歳）地獄ブーム
- 2013年（55歳）尿瓶ブーム
- 2017年（59歳）SINCEブーム

### 造語一例
- マイブーム
- ゆるキャラ
- クソゲー
みうらがファミコンブーム時に雑誌で連載していたコラム「ゲロゲロゲームランド」から生まれた造語。元々はバカゲームと呼んでいたが、金払ってるんだからバカじゃ済まないぞということでクソゲーと呼ぶようになった。
- バカ映画
- DT（童貞のこと）
- 見仏
- グレート余生
人は生れ落ちた時、余生が始まると説いており、その余生を有意義にするのがマイブームである。
- エナリスト
えなりかずきを愛好する人のこと。
- 『シベ超』
- いやげもの
あげる人に嫌がれるお土産品。

### みうらじゅん賞
「この人にはだれも賞を贈らないだろう」というみうらの独断で選定・贈呈される賞。雑誌『宝島』で1994年に開始され、1999年までの7年間連載されたのち、同誌のリニューアルによって掲載が終了した。5年間のブランクを経て、「リリー・フランキーが『自分もみうらじゅん賞が欲しい』と言ったため」という理由で2005年から復活した。

#### 歴代受賞者
| 回               | 発表媒体                                                | 受賞者名 |
| ---------------- | ------------------------------------------------------- | --- |
| 1994年（第1回）  | 宝島                                                    | 杉作J太郎、中野まり子（元おきゃんぴー、ライター）、カーツ佐藤（ライター）、いとうせいこう                                                                    |
| 1995年（第2回）  | 宝島                                                    | 薮下秀樹（宝島社「VOW」担当、エビ天巨匠監督）、泉晴紀、泉麻人、田口トモロヲ                                                                                  |
| 1996年（第3回）  | 宝島                                                    | 金子修介、樋口真嗣、町山智浩、水野晴郎、安斎肇、山田五郎 |
| 1997年（第4回）  | 宝島                                                    | 宮本浩次、吉田照美、喜国雅彦、谷ナオミ、松崎しげる、水道橋博士                                                                                               |
| 1998年（第5回）  | 宝島                                                    | スターシップ・トゥルーパーズ、ミスターマッスル、野坂昭如、ヤセの断崖、池田貴族                                                                               |
| 1999年（第6回）  | 宝島                                                    | 遠藤賢司、久住昌之、ジョージ・ルーカス、優香、ニャンまげ |
| 2000年（第7回）  | 宝島                                                    | ケビン・ベーコン（『インビジブル』）、野沢直子、井上陽水、小林よしのり、叶姉妹                                                                               |
| 2005年（第8回）  | GOLDEN TIME（J-WAVE）                                   | 熊田曜子、井筒和幸、猫ひろし、リリー・フランキー、峯田和伸（『アイデン&ティティ』）、ジャガー、リチャード・ギア（『Shall We Dance?』）                       |
| 2006年（第9回）  | みうらじゅん&安齋肇のなまはげ兄弟（EXエンタテイメント） | 高見沢俊彦（わんこそばギター）、スチャダラパー、高田純次、サミュエル・L・ジャクソン（『スネーク・フライト』）、二本松の菊人形、大竹伸朗 、ギャル曽根         |
| 2007年（第10回） | みうらじゅん&安齋肇のなまはげ兄弟（EXエンタテイメント） | 田村正和（『ラストラブ』）、黒川晃彦（野外彫刻）、入水鍾乳洞（福島県）、キヨーレオピン、俺たちフィギュアスケーター、ぽっちゃり王子（ゴルファー）、SAM（TRF） |
| 2008年（第11回） | みうらじゅんDS（TBSチャンネル）                         | せんとくん、笑福亭鶴光、人間椅子、高田文夫、根本敬、中井貴一（『次郎長三国志』）                                                                             |
| 2009年（第12回） | イベント「みうらじゅんのDSショー」                      | チョー（『たんけんぼくのまち』）、ポール・スミス、色即ぜねれいしょん、松本清張、ビーグル38                                                                   |
| 2010年（第13回） | miurajunnet（Ustream）                                  | 水嶋ヒロ、ダニー・トレホ（『マチェーテ』）、YO-KING、風間ゆみ、太田章（ニャン2倶楽部初代編集長）、松久淳                                                     |
| 2011年（第14回） | ニコニコ生放送                                          | 野口健、前野健太、わさお、ピンク・フロイド、ミゲル・ゲレイロ（消臭力）                                                                                       |
| 2012年（第15回） | ニコニコ生放送                                          | 川勝正幸、ドン小西、糸井重里、壇蜜、オリエント工業（ラブドール）                                                                                             |
| 2013年（第16回） | ニコニコ生放送                                          | タモリ、土門拳、真如海上人、宮藤官九郎、ねぎしのしろ4 |
| 2014年（第17回） | ニコニコ生放送                                          | 楳図かずお、小谷元彦、橋本マナミ、渡辺祐、リーアム・ニーソン（『フライト・ゲーム』）                                                                         |
| 2015年（第18回） | ニコニコ生放送                                          | 平田一式飾（島根県）、松本人志、三浦憲治（写真家）、マッドマックス 怒りのデス・ロード、GLIM SPANKY                                                           |
| 2016年（第19回） | GYAO!                                                   | 安住紳一郎、Since 1624（赤坂四方）、月船さらら、御陣乗太鼓（石川県）、ボブ・ディラン                                                                         |
| 2017年（第20回） | GYAO!                                                   | 冷マ（冷蔵庫のドアに貼るマグネット式販促チラシ）、伊集院光、船越英一郎、川上ゆう、運慶                                                                       |
| 2018年（第21回） | GYAO!                                                   | 峨嵋山、イーサン・ハント（ミッション:インポッシブルシリーズ）、ヒックスヴィル、仏教伝道協会、沢口靖子                                                        |
| 2019年（第22回） | みうらじゅんチャンネル（YouTube）                       | ロバート・ブロンジー（チャールズ・ブロンソンの激似俳優）、大竹まこと、綾小路翔、松本りんす、SIXPAD                                                           |
| 2020年（第23回） | みうらじゅんチャンネル（YouTube）                       | ジョン＆ヨーコ、コクヨ、アラビックヤマト、ルチアーノ・パヴァロッティ、春川ナミオ、伊藤政則、ビル＆テッド、熱川バナナワニ園                                   |
| 2021年（第24回） | みうらじゅんチャンネル（YouTube）                       | ダニエル・クレイグ、脊戸真由美（丸善書店 福岡店員）、巨人の星、新谷学、ほんとうのピノッキオ、竹倉史人、大槻ケンヂ                                            |
| 2022年（第25回） | みうらじゅんチャンネル（YouTube）                       | 「ワニがまわる タムラサトル」展 タムラサトル、RRR、茶平工業株式会社（メダリオン）、ピカソ、ROLLY、黄色い帽子のおじさん                                       |
| 2023年（第26回） | みうらじゅんチャンネル（YouTube）                       | カルピス（アサヒ飲料）、M3GAN ミーガン（NBCユニバーサル・エンターテイメントジャパン）、牛頭天王（奈良国立博物館）、ファイト最中（輪島功一）、サンボマスター  |
| 2024年（第27回） | みうらじゅんチャンネル（YouTube）                       | クロミちゃん、萩原健太、アルフォート（ブルボン）、沢地優佳、鹿（興福寺）、ウクレレえいじ、芋観音（滋賀県安念寺）                                             |

## 主な作品
シリーズ化・文庫化されている作品はおもにシリーズ第1作・初出版時のものを挙げる。

### 漫画

#### 単著
- 『単になんぎなうし』（1984年、青林堂）
- 『みうジャン』（1985年、ISBN 4-89194-111-1、パルコ出版社）
- 『ハニーに首ったけ』（1986年、ISBN 4-309-72510-4、河出書房新社）
- 『ボクとカエルと校庭で』（1988年、ISBN 4-7926-0184-3、青林堂）
- 『アイデン&ティティ』シリーズ（1992年、ISBN 4-7926-0228-9、青林堂）
- 『はんすう』（1996年、ISBN 4-7926-0275-0、青林堂）
- 『やらせてくん』（2000年、ISBN 978-4-88379-052-4、青林工藝舎）

#### 共著
- 『見ぐるしいほど愛されたい』（1986年、ISBN 4-06-103720-X、講談社）（共著：糸井重里）

### 書籍

#### 単著
- 『東京の関西文』（1985年、ISBN 4-479-48018-8、大和書房）
- 『オレに言わせりゃTV』（1991年、ISBN 4-04-883284-0、角川書店）
- 『みうらじゅんのフェロモンレコード』（1994年、ISBN 4-924880-36-1、TOKYO FM出版） - 図鑑（レコード・CDジャケット）
- 『やりにげ』（1994年、ISBN 4-8211-0506-3、ぶんか社） - 随筆
- 『みうらじゅんの仏画集・上 お堂で逢いましょう』（1995年、ISBN 4-330-31695-1、弘済出版社） - 画集
- 『VOWでやんす!』（1996年、ISBN 4-7966-1164-9、宝島社） - 書籍
- 『マイブームの魂』（1997年、ISBN 4-620-31152-9、毎日新聞社） - 随筆
- 『マイブームの狼』（1997年、ISBN 4-620-31185-5、毎日新聞社） - 随筆
- 『マイブームの塔』（1999年、ISBN 4-620-31385-8、毎日新聞社） - 随筆
- 『青春ノイローゼ』（1999年、ISBN 4-575-29047-5、双葉社） - 随筆
- 『Slave of love』（2000年、ISBN 4-8211-0715-5、ぶんか社　2003年『愛にこんがらがって』に改題　ISBN 978-4043434039 角川文庫） - 小説
- 『とんまつりJapan』（2000年、ISBN 4-08-781193-X、集英社） - 随筆・紀行
- 『新「親孝行」術』（2001年、ISBN 978-4796624558、宝島社）- 随筆
- 『飛び出せ!自分マニア』（2003年、ISBN 4-537-25171-9、日本文芸社） - 随筆
- 『LOVE―miura jun rare tracks 1990‐2003』（2003年、ISBN 4-418-03517-6、世界文化社） - 随筆
- 『PEACE―miura jun rare tracks 1990‐2003』（2003年、ISBN 4-418-03518-4、世界文化社） - 随筆
- 『ゆるキャラ大図鑑』（2004年、ISBN 4-594-04666-5、扶桑社） - 図鑑（キャラクター）
- 『色即ぜねれいしょん』（2004年、ISBN 4334924425、光文社） - 小説
- 『正しい保健体育』（2004年、ISBN 4-652-07805-6、理論社） - 児童書
- 『アイノカテゴリー 写真集』（2005年、ISBN 4-8356-0988-3、ぴあ） - 本人撮影による写真集
- 『カスハガの世界』（2006年1月、ISBN 978-4480421784、筑摩書房）- 図鑑
- 『みうらじゅんマガジン vol.01』（2006年、ISBN 4-86191-169-9、白夜書房、第1作） - 特集ボブ・ディラン
- 『そこがいいんじゃない!みうらじゅんの映画批評大全1998‐2005』（2006年、ISBN 4-86248-077-2、洋泉社） - 書籍
- 『アウトドア般若心経』（2007年、ISBN 978-4-344-01397-1、幻冬舎） - 書籍
- 『全日本ゆるキャラ公式ガイドブック』（2009年、ISBN 978-4-594-06076-3、扶桑社） - 書籍
- 『十五歳』(2009年、ISBN 978-4-904345-03-0、TBSサービス) - 詩・随筆
- 『自分なくしの旅』（2009年、ISBN 978-4-344-01767-2、幻冬舎） - 小説
- 『テクノカットにDCブランド』（2010年、ISBN 978-4-7783-1211-4、太田出版） - 随筆
- 『アレの名前大百科』（2010年、PHP研究所、のち文庫） - 監修
- 『ムカエマの世界』（2011年、ISBN 978-4480428035、筑摩書房） - 図鑑
- 『マイ仏教』（2011年、ISBN 978-4-1061-0421-3、新潮社） - 書籍
- 『みうらじゅんのマイブームクッキング』（2011年、ISBN 978-4-0487-4253-5、角川書店） - 書籍
- 『正しい保健体育II 結婚編』（2013年、ISBN 978-4-7816-9060-5、イースト・プレス） - 書籍
- 『キャラ立ち民俗学』（2013年、ISBN 978-4-0411-0390-6、角川書店） - 書籍
- 『セックス・ドリンク・ロックンロール！』（2013年、ISBN 978-4-3349-2876-6、光文社） - 小説
- 『マイ京都慕情』（2013年、ISBN 978-4-10-334151-2、新潮社） - 書籍
- 『人生エロエロ』（2014年、ISBN 978-4-16-390055-1、文藝春秋） - 随筆
- 『みうらじゅんの映画ってそこがいいんじゃない!』（2015年、ISBN 978-4-80-030620-3、洋泉社） - 書籍
- 『ない仕事の作り方』（2015年、ISBN 978-4-16-390369-9、文藝春秋） - 書籍　本屋大賞発掘部門「超発掘本！」受賞。
- 『されど人生エロエロ』（2016年、ISBN 978-4-16-390446-7、文藝春秋） - 随筆
- 『マイ遺品セレクション』（2019年、ISBN 978-4163909721、文藝春秋） - 書籍
- 『キャラ立ち民俗学』（2019年、ISBN 978-4041072066、KADOKAWA） - 書籍
- 『ラブノーマル白書』（2019年、ISBN 978-4167912871、文藝春秋） - 随筆
- 『ひみつのダイアリー』（2020年、ISBN 978-4167914660、文藝春秋） - 随筆
- 『メランコリック・サマー』（2021年、ISBN 978-4-16-791726-5、文藝春秋） - 随筆
- 『マイ修行映画』（2022年、文藝春秋）

#### 共著
- 『無共闘世代 ウルトラマンと骨肉腫』（1985年、ISBN 4-255-85012-7、朝日出版社・週刊本）（共著：泉麻人）
- 『女の子エスニック図鑑』（1985年、ISBN 4-7669-0115-0、勁文社）（共著：綱島理友）
- 『亜細亜の恋人』（1986年、ISBN 4-7897-0254-5、CBSソニー出版）（共著：手塚能理子）
- 『大阪呑気大事典』（1988年、ISBN 4-8806-3420-4、JICC出版局、2008年 増補新版 ISBN 978-4-7966-6412-7、宝島社文庫）（執筆者の一人）
- 『見仏記』（1993年、ISBN 4-12-002239-0、中央公論社、第1作）（共著：いとうせいこう） - 紀行
- 『ブロンソンならこう言うね―マニア・カルト一生相談』（1995年、ISBN 4-341160311、ごま書房）（共著：田口トモロヲ）
- 『日本崖っぷち大賞』（1998年、ISBN 4-620-31233-9、毎日新聞社）（共著：安斎肇、泉麻人、山田五郎） - 座談
- 『D.T.』(2002年、ISBN 4-840-10619-3、メディアファクトリー）（共著：伊集院光） - 対談
- 『グラビアン魂』（2006年、『週刊SPA!』3月14日号臨時増刊、扶桑社）（共著：リリー・フランキー） - 写真集
- 『ボクらの時代 ロングヘアーという生き方』（2010年、ISBN 978-4594062576、扶桑社）（共著：高見沢俊彦・リリー・フランキー） - 対談
- 『どうやらオレたち、いずれ死ぬっつーじゃないですか』（2011年、ISBN 978-4594063054、扶桑社）（共著：リリー・フランキー）
- 『運慶-リアルを超えた天才仏師-』（2012年7月27日、ISBN 978-4-10-602233-3、新潮社〈とんぼの本〉）（共著：山本勉・ヤノベケンジ・橋本麻里）
- 『みうらじゅんと宮藤官九郎の世界全体会議』（2020年12月、ISBN 978-4-08-744191-8、集英社〈集英社文庫〉）（共著：宮藤官九郎）
- 『ヌー道 nude じゅんとなめ子のハダカ芸術入門』（2021年12月、ISBN 978-4103341529、新潮社）（共著：辛酸なめ子）

### 音楽

#### ソロ
- 『青春ノイローゼ』（1999年、88-LDKCD） - CDアルバム 主な収録曲：『とんまつりJAPAN』
- 『DTF 童貞編』（2004年） - DVDアルバム 主な収録曲 : 『ぼくはかしこい‼︎』[23]
- 『DTF 非童貞編』（2005年） - DVDアルバム 主な収録曲 : 『TOKYO・OGIKUBO・APARTMENT BLUES』

#### ユニット
- 『大島渚』（1990年） - CDアルバム （「大島渚」名義、ボーカル&ギターとして参加）
- 『アイデン&ティティ』（1991年） - CDアルバム （「大島渚」名義）
- 『シーモンキーズ』（1991年） - カセット （「シーモンキーズ」名義）
- 『君は千手観音』（1992年） - テレビ番組内で披露（「大日本仏像連合」名義）
- 『ビバ!バギナーズ』（1994年、TOCP-8332） - CDアルバム （「バギナーズ」名義、ボーカル＆ギターとして参加）
- 『SUPER MAGNUM』（1997年、TOCT-9768） - CDアルバム （「ブロンソンズ」名義）
- 『とんまつりJAPAN』（2000年9月25日） - ビデオシングル（「みうらじゅん with 人間椅子」名義）
- 『勝手に観光協会 vol.1』（2004年、LDCD-50012、第1作） - CDアルバム （「みうらじゅん&安斎肇」名義）

#### プロデュース
- OKAMANO KEN with スーパーホモンキーズ（みうらじゅんがプロデュースした名古屋の名物ホモ・ユニット）
  - 1stシングル『URAHARA』（作詞・作曲）
  - 2ndシングル『SNOW LIGHT LOVE』（作詞・作曲）
  - 3rdシングル『微熱が続いた夜』（作詞・作曲）

### 映画
- 『お笑い虎の穴』（1995年） - 企画・監督。ゆうばり国際ファンタスティック映画祭出品作。
- 『ダブルD・アベンジャー』- 字幕監修。
- 『色即ぜねれいしょん』（2009年） - 原作。
- 『長髪大怪獣ゲハラ』（2009年） - 企画・脚本。
- 『みうらじゅんの正しい保健体育』（2011年） - 原作。監督は西巻正和。プロデューサーは森田健。
- 『変態だ』（2016年） - 企画・原作・脚本。監督は安齋肇。
- 『みうらじゅん&いとうせいこう 20th anniversary ザ・スライドショーがやって来る! 「レジェンド仲良し」の秘密』（2017年） - いとうせいこう、スライとのユニット、Rock'n Roll Slidersの20年間の活動のドキュメンタリー。[24]
- 『大仏廻国 The Great Buddha Arrival』（2018年） - アンバサダー

#### 出演
- 『バネ式』（2006年、監督:吉田照美）- 客役
- 『SHA-CHI-HO-KO』（2002年、ENGEL、監督:薬師寺光幸）
- 『怪奇!! 幽霊スナック殴り込み!』（2006年）- 亭主役
- 『MOONRIDERS THE MOVIE 「PASSION MANIACS　マニアの受難」』ドキメンタリー映画。（2006年）
- 『ギララの逆襲/洞爺湖サミット危機一発』（2008年、松竹、監督:河崎実）
- 『TOO YOUNG TO DIE! 若くして死ぬ』（2016年） - MOJA・MJ役
- 『いちごの唄』（2019年） - カメオ出演[25]

### DVD・その他
- 『霊幻道士3 キョンシーの七不思議』（1988年）- VHSビデオのみコメント出演
- 『吉本新喜劇ギャグ100連発』シリーズ（1989-1990年、セレクトを担当） - ビデオからDVD化
- 『GTV (ビデオマガジン)』第11号（1988年） - VHSビデオ

※みうらじゅんのぎゃふんソフト『はにいいんざすかい』紹介コーナー
- 『GTV (ビデオマガジン)』第15号（1989年） - VHSビデオ

※じゅんとカーツのてなもんや野球ゲームレビュー（カーツ佐藤と共演）
- 『とんまつりJAPAN』（2000年） - VHSビデオ
- 『テレビ見仏記1 京都編』（2002年、PIBW-7118、第1作） - DVD
- 『みうらじゅんの伝説のゆるキャラショー』（2003年）- DVD
- 『全日本コール選手権 with みうらじゅん』（2005年、UPBH-1183） - DVD
- 『みうらじゅん&安斎肇の「勝手に観光協会」 Vol.1』（2006年、AVBD-34318、第1作） - DVD
- 『みうらじゅん・いとうせいこう めがね番長〜めがね上等!編〜』（2007年、PCBG-50961、第1作）－DVD
- 『シンボルず』（2008年、MHBW-242、第1作） - DVD

### 主な開催イベント
- ザ・スライドショー（1996年・初開催） - いとうせいこうと共演
- 日本崖っぷち大賞ライブ（1998年） - 安斎肇、泉麻人、山田五郎と共演
- とんまつり祭り（2000年）
- みうらじゅんのゆるキャラショー - 安斎肇、清水ミチコ、山田五郎と共演
- みうらじゅんの勝手に JAPAN TOUR 2003（2003年） - 安斎肇と共演
- みうらじゅん in 東京ドーム 郷土愛（きょうどラヴ） 2004（2004年）
- みうらじゅん的映画祭（2005年）
- みうらじゅんpresents 勝手に観光協会 ラジオショーUK.E（2006年） - 安斎肇、ウクレレえいじと共演
- みうらじゅんのDSショー（2009年）-羽佐間道夫、野沢雅子と共演

#### 展覧会
- 大物産展 マイブームの国へようこそ（1998年、ラフォーレ原宿、1999年、扇町ミュージアムスクエア）
- みうらじゅん キョーレツ!3本立!（2002年、ラフォーレ原宿他全国9か所） - 絵画、スクラップ、レコード
- みうらじゅんのマイブーム・アート（2005年、枚方市民ギャラリー企画展）
- 〜みうらじゅんジャンボリー〜[みうらじゅんの100冊展] Book On Rock'n Roll!（2009〜2010年、パルコファクトリー）- 原稿、フィギュ和、いやげ物、ゆるキャラ
- MJ'S FES みうらじゅんフェス! マイブームの全貌展 SINCE 1958 - 川崎市民ミュージアム、富山市民プラザ（2018年）[26]
- みうらじゅん マイ遺品展 - 大山崎山荘美術館（2021-2022年）[27]
- みうらじゅんFES マイブームの全貌展 in京都 - 美術館「えき」KYOTO（2024年）[28]

## 主な出演番組

### 冠番組
- 『みうらじゅんDS』（TBSチャンネル） - 企画も担当
- 『デザインの森』（BSフジ）
- 『みうらじゅんもぐらビューティフル』（第2日本テレビ（もぐら骨董堂の1コーナー）） - 古い映像にテロップでコメント ＊毎週水曜に新作
- 『みうらじゅんのわらいどころ』（ファミリー劇場） - 同局で放送される喜劇映画のナビゲート番組
- 『みうらじゅんのマイブームクッキング』（食と旅のフーディーズTV） ＊隔週日曜に新作
- 『みうらじゅん&山田五郎の親爺同志』（MONDO TV）
- 『みうらじゅんの信越ゆるキャラ運動会』（長野放送・新潟総合テレビ）
- 『みうらじゅんのグレイト余生映画ショー in 日活ロマンポルノ』（衛星劇場） - 構成も担当
- 『笑う洋楽展』（NHK BSプレミアム） - 安齋肇とのフリートークで進行
- 『いとうせいこう×みうらじゅん ザツダン!』（文化放送、2016年10月 - ）[29]
- 『みうらじゅんのザ・チープ』（衛星劇場、2024年5月13日 - ） - 『みうらじゅんのグレイト余生映画ショー in 日活ロマンポルノ』終了後に開始した番組。

### 不定期・非レギュラー
- 『みうらじゅん&安齋肇の勝手に観光協会』（EXエンタテイメント 他地上波各局及びTwellV） - 安齋肇と共演
- 『新TV見仏記』（関西テレビ、関西テレビ☆京都チャンネル）- いとうせいこうと共演　＊「TV見仏記」に続いて2010年より番組HPは外部リンク参照
- 『タモリ倶楽部』（テレビ朝日）
- 『みうらじゅん&山田五郎の男同志』（MONDO21） - 題字も担当
- 『みうらじゅん&山田五郎の男同志2』（MONDO21）
- 『みうらじゅん&山田五郎の男同志3』（MONDO21）
- 『みうらじゅん&山田五郎の親爺同志』（MONDO21）
- 『山田五郎アワー「新マニア解体新書」SP』（MONDO21）
- 『みうらじゅんのサントラくん』（NHKラジオ第1）
- 『大竹まこと ゴールデンラジオ!』（文化放送 - 「大竹紳士交友録」木曜週替わり）
- 『隅田川花火大会』（テレビ東京）副音声
- 『みうらじゅんのファンブック』（NHKラジオ第1・NHK-FM）

### 終了

#### テレビ番組
- 『どちら様も!!笑ってヨロシク』（日本テレビ）- 落がおクイズプレゼンター
- 『世界で一番くだらない番組』（フジテレビ）
- 『えいせい魂 みうらじゅんバナナマンのゼッタイに出る授業』（BSジャパン・2008年2月22日 - 2008年3月28日、テレビ東京・2008年10月3日 - 2008年11月7日）
- 『親孝行プレイ』（毎日放送ほか） - 原案・題字・キャラクターデザインを担当。出演はしていない
- 『キュート特捜隊』（WOWOW・1992年10月12日-1993年3月26日）- 小川範子と共演
- 『金曜かきこみTV』（NHK教育・終了） - アート掲示板管理人
- 『CX-NUDE DV』（フジテレビ） - ザ・会議室 伊集院光、山田五郎、佐野瑞樹と共演
- 『シンボルず』（テレビ東京・2007年4月1日 - 2008年9月28日） - 企画も担当
- 『天才てれびくん』（NHK教育・出演終了）
- 『土曜かきこみTV』（NHK教育） - アート掲示板管理人。言わせて掲示板（参加していない回もある）
- 『はなまるマーケット』（TBS・出演終了） - 「濱田マリのドリームハンター」に毎回VTR出演していた。「はなまるカフェ」出演歴もある
- 『みうらじゅん&安斎肇のなまはげ兄弟』（EXエンタテイメント）
- 『music roots』（終了） - ロック崖先生D
- 『めがね番長』（BSフジ・終了）- いとうせいこうと共演
- 『ラジオDEごめん』 （中京テレビ）
- 『スタジオパークからこんにちは』（NHK）
- 『みうらじゅんのマイブームクッキング』（食と旅のフーディーズTV）
- 『みうらじゅん&安齋肇のゆるキャラに負けない!』（東京メトロポリタンテレビジョン）
- 『ゆるキャラQ』（東海テレビ放送・GYAO!、2017年7月 - 12月）
- 『みうらじゅんのグレイト余生映画ショー in 日活ロマンポルノ』（衛星劇場、2011年10月2日 - 2024年3月29日）

#### ラジオ番組
- 『小堺一機のサタデーウィズ』（TBSラジオ）- およそ半年に一回のペースで出演
- 『北野誠の世紀の雑談』（TBSラジオ）- 番組では最多の16回のゲスト出演
- 『GOLDEN TIME』（J-WAVE） - 安斎肇と共演
- 『TR2』（J-WAVE・出演終了） - 安斎肇と共演
- 『吉田照美のやる気MANMAN!』（文化放送） - マイクサイドボクシング「俺に言わせろ!」（水曜日）
- 『みうらじゅんのMJ RADIOアワー』（TBSラジオ）
- 『みうらじゅんの「サブカルジェッター」〜2番目がいいんじゃない』（TBSラジオ）
- 『ストリーム』（TBSラジオ）- 「コラムの花道」におよそ月一回のペースで出演

#### テレビドラマ
- 『世にも奇妙な物語 1994年春の特別編「指名手配の男」』（フジテレビ）

#### CM・広告
- ローソン （2000年） - いとうせいこう、しりあがり寿と共演
- 全日本空輸 「LIVE／中国／ANA 竹の家篇」（2005年）- 山田五郎と共演
- KDDI 「auの庭で。まとめる篇」（2008年）

長女役の仲間由紀恵、妻役の萬田久子、長男役の鈴木Q太郎（ハイキングウォーキング）、次男役の子役少年と共演。家族揃って長く伸ばした黒髪が特徴。
- スカパー! スカパー!HDパック （2011年）- 釈由美子と共演
- キリンビバレッジ午後の紅茶 （2013年2月）- 亀梨和也、蒼井優と共演
- サントリーBOSSコーヒー「プレミアム鉄道（仲間）篇」（2015年3月）- 豪華列車内でタモリが「産まれたての仔馬」の物まねをしているところを、笑って見ている一緒に旅する仲間として山田五郎と共に出演。
- ウィザードリィV 災渦の中心  （1992年11月 - 雑誌広告）- 小川範子と共演
- モンスターストライク「『幽☆遊☆白書』コラボ企画」（2017年）[30]
- ハンコヤドットコム（2020年2月 - ） - 遠藤憲一、ロマ・トニオロと共演[31]
- 日清焼そばU.F.O.「濃い濃いラー油マヨ超濃厚段積み沼CM篇」（2020年3月18日 - ） - えなこと共演